# William Carl Buchan
William Carl Buchan (Seattle, 23 de diciembre de 1956) es un deportista estadounidense que compitió en vela en las clases Finn, Flying Dutchman y Star. Es hijo del regatista William Earl Buchan.
Participó en los Juegos Olímpicos de Los Ángeles 1984, obteniendo una medalla de oro en la clase Flying Dutchman (junto con Jonathan McKee). Ganó dos medallas en el Campeonato Mundial de Star, oro en 1992 y bronce en 1983. Además, obtuvo una medalla de oro en el Campeonato Mundial de Flying Dutchman de 1983 y una medalla de bronce en el Campeonato Mundial de Finn de 1978.

## Palmarés internacional
| Campeonato Mundial | Campeonato Mundial  | Campeonato Mundial | Campeonato Mundial |
| Año                | Lugar               | Medalla            | Clase              |
| ------------------ | ------------------- | ------------------ | ------------------ |
| 1978               | Manzanillo (México) | Medalla de bronce  | Finn               |

| Juegos Olímpicos   | Juegos Olímpicos             | Juegos Olímpicos | Juegos Olímpicos |
| Año                | Lugar                        | Medalla          | Clase            |
| ------------------ | ---------------------------- | ---------------- | ---------------- |
| 1984               | Los Ángeles (Estados Unidos) | Medalla de oro   | Flying Dutchman  |
| Campeonato Mundial |                              |                  |                  |
| Año                | Lugar                        | Medalla          | Clase            |
| 1983               | Cagliari (Italia)            | Medalla de oro   | Flying Dutchman  |

| Campeonato Mundial | Campeonato Mundial              | Campeonato Mundial | Campeonato Mundial |
| Año                | Lugar                           | Medalla            | Clase              |
| ------------------ | ------------------------------- | ------------------ | ------------------ |
| 1983               | Marina del Rey (Estados Unidos) | Medalla de bronce  | Star               |
| 1992               | San Francisco (Estados Unidos)  | Medalla de oro     | Star               |